# Teatro Carlo Felice
Het Teatro Carlo Felice is een theater in het centrum van de Italiaanse stad Genua. Het is het belangrijkste operahuis in de stad. Het werd vernoemd naar koning Karel Felix van Sardinië.
Tot de bouw van het aan het Piazza De Ferrari gelegen gebouw werd besloten in 1824.
Het werd in de Tweede Wereldoorlog door brandbommen zwaar beschadigd. Herstel liet op zich wachten, maar in 1991 werd het na een renovatie die in 1977 aanving officieel heropend met een voorstelling van Il trovatore van Verdi. Het wordt gebruikt voor ballet, concerten, opera en optredens van orkesten.